# Kymothoe

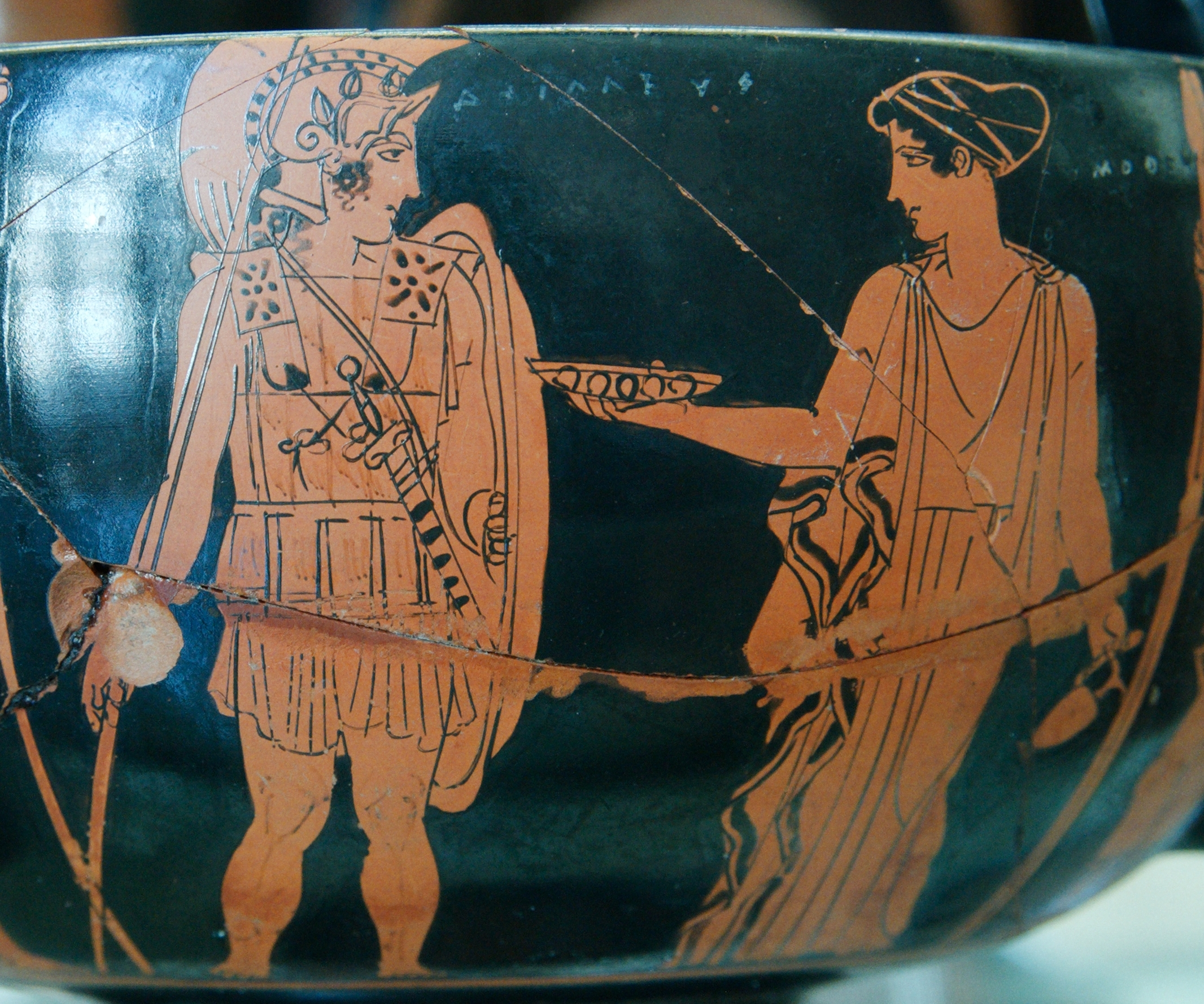
Kymothoe (rechts) verabschiedet Achilles. Attischer Kantharos, 450-400 v. Chr.

Kymothoe (altgriechisch Κυμοθόη Kymothóē, deutsch ‚rauschende Welle‘) ist der Name einer Nereide (Meeresnymphe) der griechischen Mythologie.
Sie ist eine von fünfzig (nach anderen Versionen hundert) Nereiden und gemäß Überlieferung die Begleiterin und Trösterin der Göttin Tethys, als diese um ihren verstorbenen Sohn Achilleus trauerte. Sie soll außerdem dem Meeresgott Triton geholfen haben, das Boot des Helden Aeneas freizuspülen, als dieses zwischen gefährlichen Rifffelsen feststeckte. Aus Kameiros stammt eine Prunkschale, auf der Kymothoe zusammen mit Peleus und Tethys abgebildet ist. Ein Trinkgefäß aus Vulci zeigt sie bei der Verabschiedung ihres Neffen Achilleus in den Trojanischen Krieg.